# Platymeris laevicollis
Platymeris laevicollis es una especie de insecto del género Platymeris, pertenecientes a la familia de las chinches asesinas (Reduviidae). También es conocido como el insecto asesino de ojos rojos.
Esta especie se caracteriza por ser un depredador venenoso de África central que habita en bosques, matorrales, pastizales y tierras de cultivo. Son depredadores eficientes y los agricultores de las plantaciones de coco los utilizan para controlar plagas herbívoras como el escarabajo rinoceronte.
Se ha referido su presencia en Francia como especie invasora.

## Características
Como los demás insectos del orden Hemiptera, tienen piezas bucales en forma de aguja diseñadas para succionar jugos de plantas u otros insectos en lugar de masticar. P. laevicollis tiene estiletes afilados en su probóscide o rostro que se utilizan para perforar el exoesqueleto de su presa. Luego inyecta saliva en la presa que licua sus tejidos, para posteriormente succionar los fluidos digeridos. Si se le molesta, es capaz de realizar una mordida defensiva que se considera más dolorosa que la picadura de una abeja.